# Nuno Mateus
Nuno Mateus (Castelo Branco, 9 de agosto de 1961) é um arquiteto português.
Trabalhou com Peter Eisenman em Nova Iorque (1987–1991) e com Daniel Libeskind em Berlim (1991).
É sócio-fundador, juntamente com o seu irmão José Mateus, do ateliê ARX Portugal.

## Formação
Doutoramento em Teoria e Prática de Arquitectura – Faculdade de Arquitectura, Universidade de Lisboa, com a tese: Taxonomia e operatividade do pensamento arquitectónico Arx. Desenhar em maqueta em 2013.
Master of Science in Architecture and Building Design, Universidade de Columbia, Nova Iorque, 1987.
Licenciatura em Arquitectura - Faculdade de Arquitectura, Universidade Técnica de Lisboa, 1984.

## Ocupação
Paralelamente à atividade de arquiteto que desenvolve na ARX Portugal, é ainda professor universitário na Faculdade de Arquitetura da Universidade de Lisboa e na Universidade Autónoma de Lisboa.
Proferiu e participou em diversas conferências sobre o trabalho da ARX em Portugal, Bélgica, Brasil, Espanha, EUA, Hungria, Itália, Japão, Noruega.
É regularmente júri em vários prémios de arquitetura, como o Prémio Nacional de Arquitetura em Madeira.